# Ewald Schillig
Die Ewald Schillig GmbH & Co. KG war ein deutscher Polstermöbelhersteller mit Sitz im oberfränkischen Ebersdorf. Das familiengeführte Unternehmen entwarf und produzierte Sofas, Sitzlandschaften und Sessel mit komfortunterstützenden Funktionen und vertrieb diese weltweit.

## Geschichte
In den Kriegs- und Nachkriegsjahren, in denen großer Mangel an Gebrauchsgegenständen herrschte, nutzte Ewald Schillig, Bruder von Willi Schillig, das in Oberfranken traditionelle Flechthandwerk, um den Bedarf zu decken. Er fertigte Korbtruhen mit gepolsterter Deckelfläche, die den Bedarf nach Sitzplatz und Stauraum erfüllten. Mit der steigenden Nachfrage nach Produkten des täglichen Gebrauchs weitete Ewald Schillig die Produktion von handgearbeiteten Korbwaren aus und gründete 1945 sein eigenes Unternehmen in Ebersdorf. Auf den Geburtenboom in den Wirtschaftswunderjahren reagierte der Unternehmer mit der Herstellung von Kinderwagen.
In den 1960er Jahren heiratete Schilligs Tochter Traude den Sohn des Weidhausener Polstermöbelherstellers Leonhard Henning, der seit den 1930er Jahren Korbwaren und Kinderwagen fertigen. Die beiden branchengleichen Unternehmen rückten immer enger zusammen, bis Schilligs Schwiegersohn Horst Henning den väterlichen Betrieb in den 1980er Jahren übernahm und mit dem Ewald Schillig-Werk zusammenlegte.
2016 trat mit Philipp Henning die vierte Generation der Familie in die Geschäftsführung ein. Hauptsitz des Unternehmens ist weiterhin Ebersdorf mit ca. 250 Mitarbeitern. Neben neun Produktionsstandorten in sechs Ländern umfasst das Vertriebsnetz des Herstellers außerdem rund 1.000 Fachhändler in zehn Ländern (Stand 12/2017). Neben der Produktion für die hauseigenen Marken ist Ewald Schillig auch Lieferant für Eigenmodelle der Handelsmarken Mondo, Dieter Knoll, Musterring und Contur. Am 13. Juli 2018 meldete Ewald Schillig GmbH & Co. KG Insolvenz an. Vor der Insolvenz hatte das Unternehmen 220 Mitarbeiter und erwirtschaftete knapp 68 Millionen Euro.
Am 25. September 2018 verkündete der Insolvenzverwalter die Schließung des Unternehmens. Ein Übernahmeangebot der GrundbesitzPartner AG sei noch nach Unterzeichnung des Übernahmevertrages gescheitert, da die Unternehmensbesitzer den Mietvertrag für die in ihrem Eigentum stehende Immobilie nicht unterzeichnet hätten.
Die von der EuroComfort Group gehaltene Lück GmbH behauptet, sich Ende März alle Marken- und Modellrechte gesichert zu haben. Ein Rechtsstreit mit der (nicht insolventen) Schwesterfirma Ewald Schillig Brand GmbH & Co. KG steht derzeit noch aus.